# Lövöns dämningsområde
Lövöns dämningsområde är en sjö i Strömsunds kommun i Jämtland och ingår i Ångermanälvens huvudavrinningsområde. Sjön har en area på 2,07 kvadratkilometer och ligger 281,2 meter över havet.

## Delavrinningsområde
Lövöns dämningsområde ingår i det delavrinningsområde (707264-149307) som SMHI kallar för Utloppet av Lövöns Dämningsområde. Medelhöjden är 281 meter över havet och ytan är 2,07 kvadratkilometer. Räknas de 9 avrinningsområdena uppströms in blir den ackumulerade arean 16,66 kvadratkilometer. Vattendraget som avvattnar avrinningsområdet har biflödesordning 3, vilket innebär att vattnet flödar genom totalt 3 vattendrag innan det når havet efter 174 kilometer. Avrinningsområdet består mestadels av skog (13 procent). Avrinningsområdet har 1,73 kvadratkilometer vattenytor vilket ger det en sjöprocent på 83,3 procent.